# Дублетний документ
Дублетний документ — один із примірників розмноженого документа. Повторний примірник архівного документа, однаковий за змістом і формою. Дублети можуть бути відсутніми (вилученими) з архіву, а потім знищеними або переданими до інших архівів. Під час оцифрування дублі можна опускати.
При інвентаризації фондів зайві дублетні документи вилучаються для знищення, передаються у підсобні фонди для оперативного обслуговування користувачів. Також можуть використовуватися для обміну з іншими установами. У Національній історичній бібліотеці України створений обмінний фонд який приймає зокрема і дублікатні документи.